# 加勒比小鮋
加勒比小鮋是輻鰭魚綱鮋形目鮋亞目鮋科的其中一種，為亞熱帶海水魚，分布於西大西洋美國佛羅里達與巴哈馬到巴拿馬、南美洲北部海域，棲息深度可達18公尺，體長可達12公分。棲息在珊瑚礁底層水域，生活習性不明。

## 扩展阅读
維基物種上的相關：加勒比小鮋